# Клещар Геннадій Анатолійович
Клещар Геннадій Анатолійович (3 березня 1951, м. Умань, Черкаської області, Україна — 24 квітня 2017, м. Умань, Черкаської області, Україна) — український художник і громадський діяч, член Національної спілки художників України.

## Біографія
Клещар Геннадій Анатолійович народився 3  березня 1951 року в місті Умань.

### Освіта
Навчався в художній студії. Перший учитель — Мікіндо К. Г., керівник студії при міському будинку культури. У 1968 році вступив до Українського поліграфічного інституту ім. Івана Федорова у Львові (Академія друкарства) відділення графіки. В інституті вперше брав участь у художніх виставках. Навчався у таких викладачів: В. Л. Бунов, І. Х. Прийдан, В. С. Овчинніков, А. І. Попов, А. А. Смідович, В. М. Савін.

### Діяльність
Після закінчення інституту служив у збройних силах на Далекому Сході. Потім працював у видавництві «Наукова думка» художнім редактором. Як художник сформувався у 70-ті роки. Відносить себе до альтернативного мистецтва цього періоду.
Учасник багатьох художніх виставках. Створив оформлення до 14 видань у видавництвах Києва та Молдови. Член Національної спілки художників України. Старший викладач кафедри образотворчого мистецтва та мистецької педагогіки Уманського державного педагогічного університету ім. Павла Тичини. Нині — живописець і графік. Живе і працює в Києві і Умані.
У жанрі книжної графіки створив серії ілюстрацій до творів «Зоря мореплавця» В.Травінського, «Падіння Парижа» І. Еренбурга, «Виграші» Х. Кортасара, «Я стукаю у двері» Ш. Окейсі, «Пан», «Вікторія», «Під осінньою зіркою» К. Гамсуна, «Двоє під однією парасолькою» С.Абрамова та до інших творів. У 70-80-х роках віддає перевагу станковому живопису, створює роботи, які стають програмними в його творчості: «Натюрморт з грошима» (1976 р.), "Іспанія 1936 р. Присвята Ф. Г. Лорці, «Надія. Штрафбат» (1977—1978 рр.); триптих «Навала»(1979—1980 р.), «Метро. Час пік». (1989 р.).
Пише багато натюрмортів, етюдів, гірських пейзажів Карпат, Криму, Кавказу, Паміру. У видавництві «Марка України» виконав близько 50 робіт у жанрі художньо-прикладної графіки: серію конвертів та поштових марок. У 1992—1995 пише філософське полотно «Чорнобильська Богоматір» — символ планетарної екологічної катастрофи.
В 1981 р. нагороджений дипломом ІІ ступеню за художньо-технічне оформлення наукових журналів. У 2008—2009 рр. — член журі двох всеукраїнських студентських олімпіад, та дипломом учасника журі І-ї Всеукраїнської студентської олімпіади (2008 р.). Є автором ряду художніх поштових марок та конвертів.